# Sofía de Montferrato
Sofía de Monferrato o Sofía Paleóloga (n. 1399-f. 21 de agosto de 1434) fue la segunda esposa de Juan VIII Paleólogo.
Fue brevemente la emperatriz consorte del Imperio Bizantino.

## Familia
Sofía era hija del marqués Teodoro II de Montferrato y su segunda esposa, Juana de Bar. Los padres de Juana eran Roberto I de Bar y María Valois, esta última hija de Juan II de Francia y Bona de Luxemburgo. Además, a través de su padre, Sofía era pariente de la reinante dinastía Paleólogo bizantina.

## Matrimonio
El 26 de enero de 1404, Sofía se comprometió con Filippo Maria Visconti. Él era hijo de Gian Galeazzo Visconti,  Duque de Milán y su segunda esposa Catalina  Visconti. El contrato de matrimonio fue finalmente roto.
El 19 de enero de 1421, Sofía se casó con Juan VIII Paleólogo. Él era el mayor hijo superviviente de Manuel II Paleólogo y Helena Dragaš. Era en ese momento coemperador con su padre. El matrimonio fue registrado por Doukas y George Sphrantzes en sus respectivas crónicas. Sphrantzes registra Santa Sofía como su ubicación.
De acuerdo con Los últimos siglos de Bizancio, 1261-1453 (1972) de JM Nicol, Manuel había enviado embajadores al Concilio de Constanza, para pedir permiso papal para el matrimonio, ya que el problema era la conversión de la novia de  católica a ortodoxa. El permiso fue concedido por el Papa Martín V.
Al parecer, a pesar de que Sofía era una persona particularmente piadosa, para desgracia de su matrimonio, ella también era considerada poco atractiva para los estándares de su tiempo, que se describen por  Michael Doukas como "Cuaresma en frente y detrás de Pascua". Juan VIII, no contento en su matrimonio, hizo todo lo posible para evitarla, y como resultado, Sofía pasó gran parte de su tiempo en Constantinopla aislada de su marido.
El 21 de julio de 1425, Manuel II murió y Juan VIII le sucedió. Sofía reemplazó a su suegra como Emperatriz. Sin embargo Doukas registra que el matrimonio terminó en agosto de 1426. Sofía no volvió a casarse y murió ocho años después.